# 密花假卫矛
密花假卫矛（学名：Microtropis gracilipes）是卫矛科假卫矛属的植物，是中国的特有植物。分布在中国大陆的福建、广西、湖南、贵州、广东等地，生长于海拔700米至1,500米的地区，见于山谷林中、湿地和近河旁，目前尚未由人工引种栽培。

## 异名
- Microtropis confertiflora Merr. et Freem.